# 张克俭 (1961年)
张克俭（1961年7月—），男，江苏昆山人，中华人民共和国政治人物，研究员。第十二届全国人大代表。

## 生平
张克俭1982年毕业于国防科技大学应用物理系高能量密度物理专业。毕业后到中国工程物理研究院工作，期间取得中国科学技术大学近代力学系爆炸力学专业工学硕士。1992年6月加入中国共产党。2007年12月，任中国工程物理研究院党委书记（副部长级）。2015年8月，任国家国防科技工业局党组副书记、副局长（副部长级）。2018年5月，升任工业和信息化部副部长、党组成员，国家航天局局长，国家原子能机构主任，国家国防科技工业局局长、党组书记。
2024年12月，卸任国家航天局局长和国家国防科技工业局局长职务，由单忠德接任。2025年1月，不再担任工业和信息化副部长等职务。